# Конфедерация трудящихся Венесуэлы
Конфедерация трудящихся Венесуэлы (исп. Confederación de Trabajadores de Venezuela, CTV) — одно из ведущих профсоюзных объединений Венесуэлы. Основана в 1947 году. Традиционно является союзником социал-демократической партии Демократическое действие, в целом следуя её политике. Входит в Международную конфедерацию профсоюзов.
Конфедерация трудящихся Венесуэлы с самого начала правления президента Венесуэлы Уго Чавеса была его последовательным противником. В 2001 году, через два года после своего первого избрания в президенты, Чавес приказал Конфедерации провести первые в её истории прямые выборы руководства. Хотя Верховный суд отказался заверять результаты, победитель выборов Карлос Ортега стал президентом. Международная организация труда (МОТ) и Международная конфедерация свободных профсоюзов (МКСП) осудили вмешательство Чавеса в дела свободных профсоюзов.
КТВ совместно с Федерацией торговых и производственных палат и ассоциаций Венесуэлы (исп. Federación de Cámaras y Asociaciones de Comercio y Producción de Venezuela, Fedecámaras) четыре раза выступала в качестве главного организатора общенациональных забастовок с требованием удалить Чавеса от власти. Среди прочего, профобъединение поддержало попытку государственного переворота в апреле 2002 года и «Паро Петролеро» — одну из самых длинных всеобщих забастовок / локаутов в истории страны (декабрь 2002 — февраль 2003). В 2002 и 2003 годах КТВ получала финансирование от Национального фонда демократии через Американский центр международной рабочей солидарности — некоммерческой организации, связанной с АФТ — КПП.
В 2003 году ряд деятелей КТВ из числа сторонников Чавеса при поддержке правящей партии Движение за Пятую республику создали новое профсоюзное объединение, названное Национальный союз трудящихся Венесуэлы (исп. Unión Nacional de Trabajadores de Venezuela, UNT), в которое перешли ряд профсоюзов, ранее входивших в Конфедерацию трудящихся.